# Mesa de la Simona
Mesa de la Simona es una pequeña localidad del estado mexicano de Chihuahua, considerada una de las distantes y aisladas de otros puntos del estado, se encuentra en lo alto de la Sierra Madre Occidental a pocos kilómetros del límite con el estado de Sonora, forma parte del municipio de Madera.

## Localización y demografía
Mesa de la Simona se encuentra localizado en las coordenadas geográficas 29°14′34″N 108°40′03″O / 29.24278, -108.66750 y a una altitud de 1,800 metros sobre el nivel del mar, su aislamiento y lejanía se da por estar rodeada de altas montañas de la Sierra Madre Occidental y estar comunicada únicamente por un camino de terracería con la comunidad de Mesa Blanca y luego con la cabecera municipal Madera, la distancia entre Madera y Mesa de la Simona se recorre en alrededor de 5 horas, y siendo el tiempo de recorrido de 10 horas desde la ciudad de Chihuahua.
La población de Mesa de la Simona es muy baja, de acuerdo al Conteo de Población y Vivienda de 2005 realizado por el Instituto Nacional de Estadística y Geografía, la población total es de 246 habitantes, siendo éstos 121 hombres y 125 mujeres.

## Historia
El 21 de julio de 2010 se produjo en la comunidad un enfrentamiento entre un grupo de sicarios y el Ejército Mexicano, dejando un saldo de 8 muertos y pánico en la población que fue abandonada por sus habitantes.